# Alessandro Farnese, vojvoda Parmski
Alessandro Farnese, vojvoda v Parmi in Piacenzi, španski vojskovodja in diplomat italijanskega rodu, * 27. avgust 1545, Rim, † 3. december 1592, Arras.
Alessandro je bil sin parmskega vojvode Ottavija Farneseja, vnuka papeža Pavla III., in Margarete, nezakonske hčere cesarja Karla V. Kot vojak se je prvič izkazal v bitki proti Turkom pri Lepantu. V letih 1580-92 je bil namestnik španskega kralja na Nizozemskem in vodja španske vojske, ki se je borila proti upornikom. V veliki meri je zaslužen, da so južne nizozemske province ostale španske in katoliške.

## Mladost
Alessandrovo življenjsko pot je v mladosti usmeril napet odnos med Habsburžani in družino Farnese: Papež Pavel III, po rodu Alessandro Farnese, je Parmo in Piacenzo ločil od papeške države in ju oblikoval v vojvodino, ki jo je podelil v fevd svojemu nezakonskemu sinu Pieru Luigiju. Ko je Pierov sin Ottavio po očetovi smrti leta 1547 skušal uveljaviti svojo vojvodsko pravico, je prišel v spor s svojim tastom Karlom V. Spor je dokončno zgladil šele Karlov sin Filip II., potem ko je prevzel prestol španskega kralja; leta 1557 je Ottaviju priznal vojvodstvo v Parmi in Piacenzi. V zavarovanje Ottavijeve lojalnosti Habsburžanom je zahteval prisotnost tedaj dvanajstletnega Alessandra na španskem dvoru.
Prva leta (1557-59) je Alessandro preživel v Bruslju, kjer je prišel v stik z otroki tamkajšnjih veljakov, svojimi vrstniki, kasnejšimi akterji v nizozemskem uporu proti španski oblasti. Leta 1559 je sledil španskemu dvoru v Madrid, kjer je živel skupaj s člani habsburške kraljeve družine, med njimi s kasnejšim Juanom Avstijskim, nezakonskim sinom Karla V. (ki je bil torej Alessandrov stric, čeprav je bil dve leti mlajši). Na dvoru si je pridobil dobro izobrazbo in znanje jezikov (govoril je italijansko, špansko, latinsko, francosko, nizozemsko).
Alessandro se je leta 1565 poročil s portugalsko princeso Marijo, eno od mnogih vnukinj portugalskega kralja Manuela I., in si naslednje leto ustvaril dom v Parmi, kjer se je v glavnem ukvarjal z jahanjem, lovom in vadil vojaške veščine.

## Začetek vojaške kariere
Prvo priložnost za sodelovanje v vojski je dobil v bitki pri Lepantu leta 1571, kjer se je pod poveljstvom Juana Avstrijskega v boju s Turki izkazal kot odličen oficir. Leta 1577 je bil poslan na čelu španske armade v pomoč Juanu Avstrijskemu, tedaj kraljevemu namestniku na Nizozemskem, ki je, brez vojske (Španija zaradi bankrota od leta 1576 ni mogla plačevati najemnikov), moral nemočen pristajati na pogoje upornikov. Alessandro je koncem januarja 1578 z dobro strategijo razbil vojsko nizozemskih provinc v bitki pri Gemblouxu in s tem močno zaustavil njihov polet. Leta 1578 je Juan Avstrijski umrl.

## Kraljevi namestnik na Nizozemskem
Filip II. je za Juanovega naslednika imenoval Alessandra Ferneseja. Z njim je prvič dobil na tem položaju človeka, ki je bil po svojem vojaškem znanju, intelektualnih sposobnostih ter socialni in verski strpnosti kos položaju pa tudi svojemu znancu iz mladosti, vodji upornikov, Viljemu I. Oranskemu. Farnese, ki je poznal neenotnost verskih in političnih stališč v provincah, zlasti v južnih, katoliško usmerjenih, se je začel pogajati. Medtem ko je oblegal Mastricht (ki se je predal v juniju 1579), je sprejel pogoje arraške zveze in si zagotovil njihovo nevtralnost. Podpis miru v Arrasu v maju 1579 ga je obvezoval, da umakne z ozemlja zveze najemniško vojsko, dokler zveza od zunaj ne bo ogrožena.
V naslednjih dveh letih je Farnese deloval z vojsko, ki jo je za silo sestavil iz lokalnih vojakov, ki pa so bili nezanesljivi v pripadnosti vojski in slabo izurjeni, tako da je nekaj mest, med njimi Tournai, kjer si je ustvaril rezidenco, zavzel bolj s pogajanji in popuščanjem kot z vojsko. V tem času pa so tudi nasprotniki, povezani v utrechtski zvezi, imeli svoje notranje težave.
Potem ko je v juniju 1581 utrechtska zveza tudi formalno proglasila neodvisnost od španskega kralja in je arraška zveza omilila svoja stališča glede neprisotnosti tujih čet (in se je tudi končala vojna Filipa II. s Turki), so na Nizozemsko ponovno začeli prihajati španski in italijanski najemniki. Koncem leta 1582 je imel Farnese na razpolago že 60.000 dobro izurjenih mož. S premišljeno taktiko je iz področja arraške zveze začel postopoma osvajati ozemlja upornikov. Leta 1581 je padla Breda, matično mesto družine Oranskih, ki je imela zato tudi simboličen pomen. Leta 1582 je napredoval na vzhodu v Gelderland in Overijssel. Poleti 1583 sta padla Dunkirk in Nieuwpoort na flandrijski obali, leta 1584 Ieper, Brugge in Gent. Oblegati je začel Antwerpen. Da bi mesto lahko obkolil, je dal pod mestom zgraditi pontonski most preko reke Schelde. Mesto se je predalo po trinajstmesečnem obleganju avgusta 1585. Držal je obljubo, ki jo je dal oblegancem, in dovolil, da so se v naslednjih letih iz mesta izselili z imetjem vsi, ki so se želeli še v naprej javno opredeljevati za protestante.
Zavzetje Antwerpna je bil višek Alessandrove kariere. Trdna obrambna črta napram Republiki Nizozemski je konsolidirala ozemlje katoliške Španske Nizozemske, ki je kasneje postalo Belgija. Leta 1586 je ob smrti očeta postal vojvoda Parmski, vendar mu dolžnosti v kraljevi službi in nadaljevanje bojevanja niso nikdar dopuščali, da bi zavladal doma.
Pri načrtovanju invazije na Anglijo leta 1588 je imel svoje predloge, ki pa jih kralj ni sprejel. Alessandro je dobil nalogo, da se s svojo vojsko priključi španskim silam ob Rokavskem prelivu, kamor pa ni pravočasno prispel. Za katastrofo španske "nepremagljive" mornarice, ki je sledila angleškemu napadu na čakajočo floto pred pristaniščem Gravelines, so v Madridu deloma krivili tudi vojvodo Parmskega in njegova popularnost je odtlej hitro padala.
Vojvoda Parmski je še naprej obkoljeval in stiskal Republiko Nizozemsko. Septembra 1590 je bil poklican v Francijo na pomoč katoliškim četam v obleganem Parizu (ki jih je po uboju Henrika III., oblegal pretendent za francoskega kralja, protestant, kasnejši Henrik IV.) in aprila 1592 s podobno nalogo v Rouenu, kjer je bil ranjen v roko. Umrl je v decembru za posledicami rane, še preden je lahko zvedel, da je padel pri kralju v nemilost.